# Wołodymyr Kistion
Wołodymyr Jewsewijowycz Kistion, ukr. Володимир Євсевійович Кістіон (ur. 31 maja 1965 w Dowżoku) – ukraiński polityk, inżynier i samorządowiec, od 2016 do 2019 wicepremier Ukrainy.

## Życiorys
Z wykształcenia inżynier budownictwa, w 1989 ukończył studia w instytucie inżynierii budownictwa w Odessie. W 2008 uzyskał magisterium w zakresie administracji publicznej. Początkowo pracował w lokalnym kombinacie rolnym, w latach 90. był naczelnikiem w rejonowym przedsiębiorstwie wodociągów i kanalizacji. Od 2001 do 2008 był dyrektorem regionalnego przedsiębiorstwa z tej branży w obwodzie winnickim. W 2008 objął obowiązki zastępcy mera Winnicy, a w 2011 został pierwszy zastępcą mera tego miasta. Od października 2014 do czerwca 2015 zajmował stanowisko pierwszego wiceministra rozwoju regionalnego, budownictwa i gospodarki komunalnej. Następnie był doradcą przewodniczącego Rady Najwyższej i pierwszym zastępcą kierownika sekretariatu przewodniczącego parlamentu.
14 kwietnia 2016 został powołany na urząd wicepremiera w utworzonym wówczas rządzie Wołodymyra Hrojsmana. Funkcję tę pełnił do 29 sierpnia 2019.